# Санкт-Петербург (банк)
«Санкт-Петербург» — советский и российский коммерческий банк, созданный в форме публичного акционерного общества. Головной офис расположен в Санкт-Петербурге.
По данным Центра экономического анализа «Интерфакс» банк «Санкт-Петербург» среди банков России по итогам 2024 года находится:
- на 15 месте по величине активов;
- на 15 месте по размеру собственного капитала;
- на 8 месте по размеру чистой прибыли.

Из-за вторжения России на Украину, банк внесён в санкционный список США, Великобритании, Австралии, а также всех стран Евросоюза.

## История
Основан 3 октября 1990 года как акционерное общество «Ленбанк», годом позже получил современное название.
В июне 1998 года «Санкт-Петербург» первым среди городских банков получил разрешение Центробанка России на выдачу наличных денег с «карточных» счетов. Банк активизировал кредитование расчетного и валютного счетов импортера, кредиты с использованием пластиковых карт и другие кредитные услуги.
Осенью 2007 года «Санкт-Петербург» первым из частных банков России провёл IPO, получил разрешение Федеральной службы по финансовым рынкам на выпуск расписок, но от листинга на зарубежной бирже впоследствии отказался (расписки были конвертированы в обычные акции, которые сейчас находятся в обращении на ряде российских бирж).
В мая 2022 года банк провёл ребрендинг, в том числе отказался от полного названия в основном логотипе и заменил его на аббревиатуру БСПБ.

## Собственники
На 1 октября 2016 года состав собственников банка включал:
- Савельев Александр Васильевич (председатель правления): 22,83 %
- Сердюков Сергей Анатольевич: 5,45 %
- оффшоры: 32,92 %
- Европейский банк реконструкции и развития: 5,25 %
- Российская Федерация: 0,06 %
- прочие: 33,5 %

Всего акций:
- обыкновенных: 439 554 000 шт.
- привилегированных: 20 100 000 шт.

Обыкновенные акции торгуются на Московской бирже: MCX: BSPB.
Основными акционерами на 20 апреля 2009 года являлись менеджеры банка (59,39 %), ЗАО «Совместный капитал» (11,35 %), ЗАО «Нева-Русь» (4,63 %). Кроме них владельцами акций банка был сын бывшего губернатора города Сергей Матвиенко (4,12 %) и Владимир Путин (0,0000596 %, на 2011 год).

## Руководство
На 1 октября 2016 года банком руководили:
- Председатель наблюдательного совета: Елена Иванникова
- Председатель правления: Александр Савельев

## Деятельность

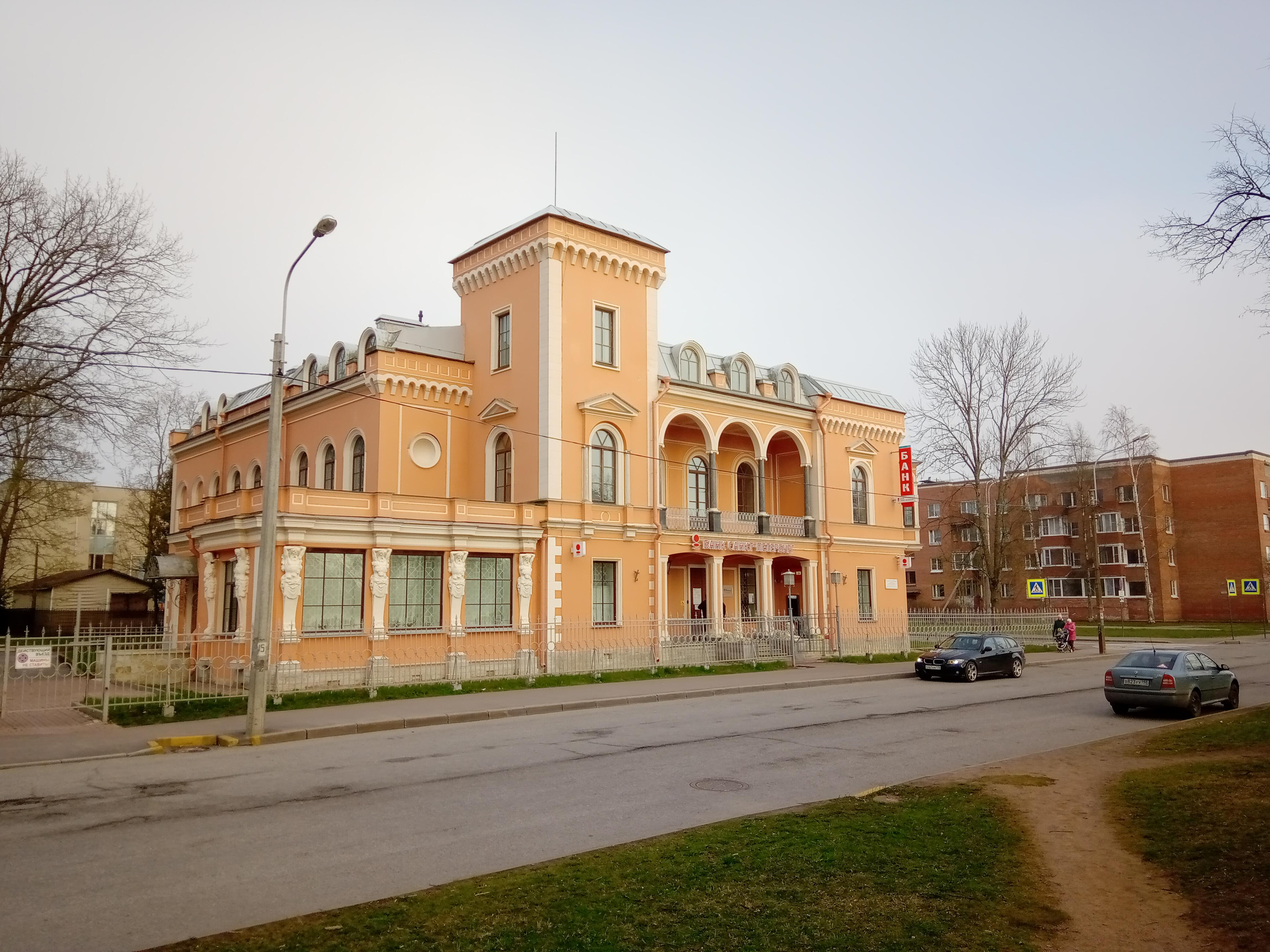
Отделение банка в Петергофе

Банк предоставляет клиентам весь спектр банковских услуг. Банк имеет филиалы во всех восемнадцати районах Санкт-Петербурга, а также в Ленинградской области (Приозерск, Кириши, Мурино, Гатчина), во всех трёх районах Калининграда, в двух районах Москвы (Даниловский и Якиманка); представительство в Новосибирске.
По состоянию на 1 января 2018 года в банке обслуживалось 1,93 млн физических лиц и 50 тыс. компаний.

## Рейтинговые оценки
- Рейтинговое агентство «Эксперт РА» в 2012 году присвоило банку рейтинг кредитоспособности A++ со стабильным прогнозом, в 2016 рейтинг был изменён на A+(I), в 2017 на ruA и отозван. Вновь возобновлён в том же году на уровне ruA-, в 2020 повышен до ruA, в 2023 до ruA+, в 2024 - до ruAA-(подтверждён в 2025 году)[12].
- Рейтинговое агентство АКРА присвоило в 2016 году ПАО «Банк «Санкт-Петербург» рейтинговую оценку A-(RU) со стабильным прогнозом. Рейтинг ежегодно подтверждался, в 2019 году был повышен до A(RU), в 2023 - до A+(RU), в 2024 году - до AAA-(RU). Подтверждён на том же уровне в 2025 году[13].

## Награды
- Благодарность Министра культуры и массовых коммуникаций Российской Федерации (3 октября 2005 года) — в связи с 15-летием Банка «Санкт-Петербург» и за большой вклад в развитие культуры, поддержку проектов по охране историко-культурного наследия Российской Федерации, активное участие в сохранении исторического облика Санкт-Петербурга[14]